# Aleksander Tomaszewski (1891–1970)
Aleksander Tomaszewski (ur. 23 listopada 1891 we Wrześni, zm. 23 kwietnia 1970 w Godalming w Wielkiej Brytanii) – major piechoty Polskich Sił Zbrojnych, kawaler Orderu Virtuti Militari.

## Życiorys
Przyszedł na świat jako siódme z jedenaściorga dzieci Andrzeja (15 listopada 1854 – 16 marca 1944) – mistrza obuwnika i Józefy z Nowickich (16 stycznia 1860 – 6 kwietnia 1902). Jego rodzeństwo to: Salomea (*+1880), Franciszek Xawery – polonijny dziennikarz w USA (1881–1976 w USA), Stanisław (*+1884), Waleria (1885–1978 w USA), Mieczysław (1886–1977), Tekla – uczestniczka strajku dzieci wrzesińskich w 1901 (1888–1978 w USA), Czesława (1894–1977), Helena (1896–1995), Stanisława (1898–1924), Witold (*+1902).
Naukę rozpoczął w szkole powszechnej we Wrześni. Po strajku szkolnym przeniesiony został do progimnazjum we Wrześni, a w 1908 do gimnazjum w Gnieźnie. Tam wstąpił do Związku Filaretów, w którym pracował jako członek zarządu. Po wykryciu organizacji przez Niemców opuścił gimnazjum w 1911. Następnie przeniósł się wraz z rodzicami do Poznania, gdzie warunkowo przyjęto go do Gimnazjum Fryderyka Wilhelma. Ponownie wstąpił do Związku Filaretów (Towarzystwa Tomasza Zana) i pracował w jego zarządzie do czasu rozpoczęcia studiów medycznych w Berlinie, w 1914. W tym też czasie przyjaźnił się z Mieczysławem Białeckim oraz Władysławem Pniewskim i współdziałał przy organizowaniu harcerstwa, prowadzonego na wzór drużyn strzeleckich. Po przeszkoleniu strzeleckim w Małopolsce, przywiózł 2 karabiny z amunicją i rozpoczął, w 1913, szkolenie strzeleckie drużyny harcerskiej.
Podczas studiów na wydziale medycyny w Berlinie, brał udział w tajnej organizacji młodzieży polskiej, jako kierownik dzielnicy północnej. 20 lipca 1915 roku został powołany do wojska pruskiego i wcielony do 46., a następnie 50. pułku piechoty, z którym walczył na froncie zachodnim, m.in. pod Verdun, Reims, Cambrai, w Champagne i we Flandrii. W czasie I wojny światowej otrzymał niemiecki Krzyż Żelazny II klasy.
Zdemobilizowany 19 grudnia 1918, jako aspirant oficerski w stopniu kaprala, wrócił do Poznania, gdzie od grudnia 1918 do lutego 1919, służył jako sekcyjny w 4 kompanii bezpieczeństwa. W lutym 1919 udał się do Torunia, gdzie wstąpił do Organizacji Wojskowej Pomorza, a z początkiem sierpnia 1919, do formującego się Toruńskiego Pułku Strzelców – późniejszego 63 Toruńskiego pułku piechoty. 27 października 1919 roku został mianowany podporucznikiem. Jako dowódca kompanii uczestniczył w zajmowaniu Pomorza. 2 maja wyruszył na front bolszewicki (według stanu na 3 maja 1920 jako adiutant III. baonu). Brał udział we wszystkich walkach swego pułku – najpierw jako dowódca kompanii, od września do grudnia 1920 jako dowódca batalionu. Za swe czyny, w 19 lutego 1921, został odznaczony orderem Virtuti Militari V kl. (nr 2491; Dz. pers. 10/22) W uzasadnieniu wymieniono m.in. kilkakrotne powstrzymanie własnych oddziałów przed wycofaniem się i poderwanie ich do zwycięskich akcji, wyniesienie pod ostrzałem rannego oficera z placu boju, przejęcie dowództwa po ciężko rannym oficerze i poprowadzenie batalionu do zwycięskiej akcji pod Drohiczynem 27 września 1920. Po powrocie z frontu wziął udział przy obsadzaniu granicy niemieckiej – do marca 1921.
Nadal pozostawał w 63 pp, gdzie 15 sierpnia 1924 awansował na stopień kapitana. W latach 1926–1928 służył w Dowództwie Okręgu Korpusu Nr VIII w Toruniu, jako kierownik Referatu Personalnego. Później był dowódcą kompanii w 77 pułku piechoty. Na zlecenie Wojskowego Biura Historycznego opracował „Zarys historji wojennej 63-go Toruńskiego Pułku Piechoty”, wydany w 1929 w Warszawie.
W marcu 1931 został przeniesiony do Korpusu Ochrony Pogranicza w pułku KOP „Wołożyn”. 1 kwietnia 1931 roku został komendantem Obwodu Przysposobienia Wojskowego w Wołożynie, a od 1 kwietnia do 31 sierpnia 1939 roku komendantem PW i garnizonu Wołożyn.
Po wkroczeniu Armii Czerwonej 17 września 1939 na wschodnie terytoria Polski, rozpoczęła się ewakuacja miasta. Aleksander rozstał się z żoną i córką, które zostały wywiezione do Kazachstanu. W dniach 22–23 września 1939 wziął udział w obronie Grodna przed wojskami sowieckimi, a w czasie marszu odwrotowego do granicy litewskiej był dowódcą kolumn taborowych pozostawionych bez dowódców. 25 września 1939 przekroczył granicę litewską. Tam został internowany i przebywał w Olicie do 27 października, a następnie w obozie w Kalwarii do 10 lipca 1940. Od 14 lipca 1940 do 29 czerwca 1941 przebywał w sowieckim obozie jenieckim w Kozielsku, od 2 lipca 1941 do 29 sierpnia 1941 w obozie jenieckim NKWD w Griazowcu.
Po zawarciu układu Sikorski-Majski i tzw. amnestii dla obywateli polskich z Rzeczypospolitej, 29 sierpnia 1941 wstąpił do nowo tworzonych oddziałów Wojska Polskiego w ZSRR i stacjonował w obozie w Tatiszczewie. Od 18 września 1941 był dowódcą batalionu w Ośrodku Zapasowym 5 Dywizji Piechoty, a od października do grudnia 1941 szefem sztabu. 11 grudnia 1941 roku otrzymał awans na stopień majora. Od 1 stycznia do 30 września 1942 w Ośrodku Zapasowym 5 Dywizji Piechoty pełnił kolejno funkcje dowódcy batalionu, I zastępcy dowódcy Ośrodka i od lipca 1942 obowiązki dowódcy Ośrodka.
W tym też czasie odnalazł swoją rodzinę, którą udało się sprowadzić do polskiego obozu w Dżałał-Abad. Czekała ich jednak kolejna kilkuletnia rozłąka, gdyż córka podlegała służbie wojskowej i po kilku przydziałach, m.in. do Biura Szyfrów w Tel-Awiwie, przyjechała do ojca, do Anglii, dopiero w 1947. Żona zaś była nauczycielką w Masindi – w Ugandzie, do 1948.
W stan nieczynny (na 3 lata) Aleksander Tomaszewski został Rozkazem Dowódcy Armii (Nr 3/42 pkt 8) przeniesiony 30 listopada 1942. Po zakończeniu wojny nie zdecydował się na powrót do Polski. Zamieszkał ostatecznie w Godalming, w Wielkiej Brytanii, gdzie zmarł 16 kwietnia 1970. Jego grób znajduje się na cmentarzu Eashing Cemetery w Godalming (Sector S, Plot nr 2341)
Aleksander Tomaszewski 17 lipca 1921 ożenił się z Wandą z Ekowskich (1896–1995) z Lubicza. Wkrótce urodziła im się córka – Ludomiła Helena (1922–2006 Wielka Brytania).

## Ordery i odznaczenia

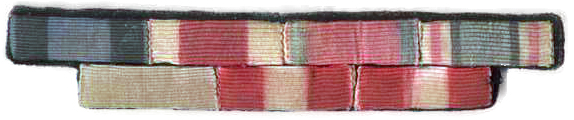
Baretki z munduru mjra Aleksandra Tomaszewskiego

- Krzyż Srebrny Orderu Wojskowego Virtuti Militari nr 2491 (19 lutego 1922)[10][11][12]
- Krzyż Walecznych[13][14]
- Srebrny Krzyż Zasługi z Mieczami
- Medal Wojska
- Srebrny Krzyż Zasługi (14 października 1934)[15][16]
- Medal Pamiątkowy za Wojnę 1918–1921
- Medal Dziesięciolecia Odzyskanej Niepodległości
- Srebrny Medal za Długoletnią Służbę
- Brązowy Medal za Długoletnią Służbę
- Krzyż Żelazny II klasy (Cesarstwo Niemieckie)
- The War Medal 1939–1945 (Wielka Brytania)
- The Defence Medal (Wielka Brytania)